# هازل (آلمان)
هازل (به آلمانی: Hasel) یک شهر در آلمان است که در Lörrach واقع شده‌است. هازل ۱٬۱۱۱ نفر جمعیت دارد.